# Damperhof
Damperhof ist ein Stadtteil  von Kiel. Begrenzt von den Straßen im Norden startend im Uhrzeigersinn Knooper Weg, Lehmberg, Holtenauer Straße, Dreiecksplatz, Brunswiker Straße, Schloßgarten, Ratsdienergarten, Kleiner Kiel, Rathausstraße, Fleethörn. Die Stadtteile Altstadt, Vorstadt, Exerzierplatz und Damperhof haben gemeinsam die Postleitzahl 24103.

## Herrenhaus
Das Herrenhaus des ursprünglichen Damperhofs befand sich an der Ecke Kleiner Kuhberg – Waisenhofstraße nahe der heutigen Wunderino Arena.

## Geschichte

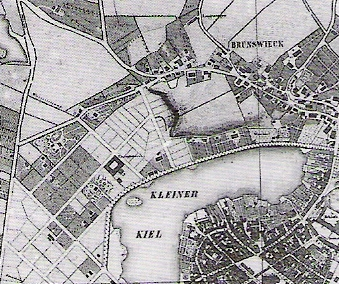
Damperhof – Ausschnitt: Karte von der Stadt Kiel gezeichnet und herausgegeben von Thalbitzer 1853

Die Damperhofländereien und das Dazugehörige bekamen ihren Namen von der einstigen Besitzerin Frau Margarethe Hedwig von Ahlefeld auf Damp und Oehe. Sie erwarb 1697 den Hof und die Ländereien und benannte es nach dem Namen ihres Stammgutes Damp. Der Konferenzrat und Vizekanzler Friedrich Gabriel Muhlius, der seit 1769 als Besitzer verzeichnet war, verfügte testamentarisch die Einrichtung eines „immerwährenden Waisenhauses“ auf dem Damperhof. Am 27. April 1842 gelangten die Damperhofländereien in den Besitz der Stadt Kiel (Überlassungs-Contract mit der Muhlius’schen Waisenkasse). An der Muliusstraße befand sich seit 1837 die erste Eisengießerei der Unternehmer August Howaldt und Johann Schweffel.
Um die Mitte des 19. Jahrhunderts unternahm die Stadt Kiel erstmals selbst die Erschließung eines neuen Wohngebietes. Mit dem Lorentzen-Plan (1846–1854) wurde auf den sogenannten Damperhofländereien ein Straßenplan entwickelt mit geradlinigen, rechtwinklig sich kreuzenden Straßen. Es entstanden in dem Stadtteil die Straßen Bergstraße, Legienstraße (früher Fährstraße), Gartenstraße, Muhliusstraße und Lorentzendamm. Das ehemals im Eigentum der Ländereien befindliche Gebiet westlich Fleethörn und Rathausstraße gehört heute zum Stadtteil Exerzierplatz. Im Stadtplan von Thalbitzer 1853 sind die genannten Straßen noch ohne Namen eingezeichnet. In den ersten Planungen wurde das Gelände in 60 Parzellen geteilt. Bis 1856 wurden durch weitere Teilungen schließlich 93 Parzellen erreicht, um so die Grundstücke zu erschwinglichen Preisen anbieten zu können.
Während des Zweiten Weltkriegs zerstörten alliierte Luftangriffen einen erheblichen Teil des Stadtteils Damperhof. Lediglich im Gebiet zwischen Fleethörn und Bergstraße war die Bebauung erhalten geblieben. Infolge der Zerstörungen wurden 67 % aller Häuser nach 1949 neu errichtet.

## Bekannte Orte
- Kleiner Kiel
- Hiroshimapark – Unbebaute Parkanlage zwischen Rathausstraße, Fleethörn und Lorentzendamm.
- Rosemarie-Kilian-Park – Parkanlage im Karree Knooper Weg, Teichstraße, Lehmberg, Mittelstraße
- Justizministerium
- Förde Sparkasse

## Schulen
- Muhliusschule – Grundschule mit Ganztagsbetreuung, 1948–1988 Carl-Loewe-Schule genannt[6]
- Volkshochschule der Landeshauptstadt Kiel (VHS)
- Muthesius-Kunsthochschule